# Lily Was Here
Lily Was Here (englisch für „Lily war hier“)  ist ein Instrumental des britischen Musikers David A. Stewart aus dem Jahr 1989, in Zusammenarbeit mit der niederländischen Saxophonistin Candy Dulfer.

## Entstehung und Veröffentlichung
Das Stück wurde vom Interpreten David A. Stewart komponiert und produziert. Bei der Produktion wurde er von Mike Bradford unterstützt. Der Titel bezieht sich auf den am 1. November 1989 erschienen niederländischen Film Lily Was Here (De Kassière), in dessen Soundtrack er verwendet wurde.
Die Erstveröffentlichung von Lily Was Here erfolgte im Jahr 1989 bei den Musiklabels Anxious- und RCA Records. Er erschien als Single (Katalognummer: ZB 43045) sowie als Teil des gleichnamigen Soundtracks am 3. November 1989 (Katalognummer: ZD 74233). Die Single erschien weltweit in verschiedenen Ausführungen, die sich durch die Anzahl und Auswahl der B-Seiten unterscheiden. Es erschienen unter anderem 7″-Singles sowie 12″- und 3″-CD-Singles.

## Musikvideo
Das dazugehörige Musikvideo verzeichnete bis Januar 2025 über 24 Millionen Aufrufe auf der Videoplattform YouTube.

## Kommerzieller Erfolg

### Chartplatzierungen
| ChartsChartplatzierungen       | Höchstplatzierung | Wochen |
| ------------------------------ | ----------------- | ------ |
| Deutschland (GfK)              | 17 (25 Wo.)       | 25     |
| Niederlande (Media Markt)      | 1 (15 Wo.)        | 15     |
| Österreich (Ö3)                | 18 (11 Wo.)       | 11     |
| Schweiz (IFPI)                 | 10 (9 Wo.)        | 9      |
| Vereinigte Staaten (Billboard) | 11 (16 Wo.)       | 16     |
| Vereinigtes Königreich (OCC)   | 6 (12 Wo.)        | 12     |

| ChartsJahrescharts (1989) | Platzierung |
| ------------------------- | ----------- |
| Niederlande (Media Markt) | 23          |

| ChartsJahrescharts (1990)    | Platzierung |
| ---------------------------- | ----------- |
| Deutschland (GfK)            | 49          |
| Vereinigtes Königreich (OCC) | 41          |

### Auszeichnungen für Musikverkäufe
| Land/Region        | Auszeichnungen für Musikverkäufe (Land/Region, Auszeichnung, Verkäufe) | Verkäufe |
| ------------------ | ---------------------------------------------------------------------- | -------- |
| Australien (ARIA)  | Gold                                                                   | 35.000   |
| Frankreich (SNEP)  | Silber                                                                 | 125.000  |
| Niederlande (NVPI) | Platin                                                                 | 100.000  |
| Insgesamt          | 1× Silber · 1× Gold · 1× Platin ·                                      | 260.000  |